# دينيس باربيري
دينيس باربيري (بالفرنسية: Denis Barberet)‏ كان بيولوجي فرنسي وطبيب بيطري (1714-1770). ولد في منطقة زراعة العنب في بورغون. أصبح طبيبا في كلية مونبلييه وسافر إلى إيطاليا. في 1743 أسس عيادة طبية في ديجون ثم في بورغ أون بريس، قبل ممارسة الطب في 1766 في تولون وكطبيب في الجيش البحرية الفرنسية. أصبح معروفًا بمذكراته العلمية المعترف بها من قبل مختلف المجتمعات العلمية.